# Иов Кондзелевич
Иов Кондзеле́вич (1667, Жолква — 1740) — православный, а позднее — униатский иеромонах, иконописец. В творчестве Иова Кондзелевича византийские традиции переплетались с новыми тенденциями конца XVII века, в духе эстетики украинского барокко.

## Биография
Родился в 1667 году в Жолкве. Стал монахом в 1686 году в возрасте 19 лет, а в 1693 году был рукоположён в иеромонахи. В молодые годы Кондзелевич переехал на Волынь, до самой смерти жил в Луцке (где он, возможно, преподавал в братской школе), а главным образом — в Белостоцком монастыре, основанном в 1636 г. луцким земельным писарем Семёном Гулевичем Воютинским. До XVIII века этот монастырь был оплотом православия и епископской резиденцией. При монастыре существовало училище для детей. И всё же, основным занятием Кондзелевича была иконопись, хотя ему приписывается также ряд портретов.
Одним из самых первых произведений художника считаются фрагменты иконостаса Белостоцкого монастыря, состоящие из изображений шести апостолов и иконы «Успение». В 1696 году Кондзелевич выполнил киот для Загоровского монастыря с иконами «Иоаким и Анна», «Троица», «Крещение», «Мученица Варвара», «Архидиакон Стефан».
В 1698—1705 годах он во главе группы иконописцев работал над иконостасом для Манявского скита. В этом иконостасе, известном теперь под названием Богородчанского, согласно подписями и манере письма, Кондзелевичу принадлежат крупные иконы «Успение» и «Вознесение», архангелов Михаила и Гавриила на диаконских дверях, «Тайная вечеря», «Распятие», «Христос и Никодим», «Христос с самаритянкой». Образы Христа и Богородицы Кондзелевич подправлял.
В 1722 году художник принимал участие в работе над иконостасом для Загоровского монастыря, где его кистью, по мнению Бориса Возницкого, написаны диаконские двери, иконы «Рождество Богородицы», «Введение Христа» и «Нерукотворный Спас».
В 1737 году мастер создал свою последнюю работу «Распятие» для Луцкого монастыря.
Умер около 1740 года.
Работы Иова Кондзелевича экспонируются в Музее волынской иконы (Луцк) и Национальном музее во Львове.
| |  |                                                                      |  |                                                                  |
| «Богородица Одигитрия», 147х92 см, Церковь Воздвижения Честного Креста, скит Манявский (1698—1705) |  | «Спас Вседержитель», дерево, левкас, село Городище (конец XVII века) |  | «Юрий Змееборец», дерево, левкас, село Боблы (начало XVIII века) |

## Память
В честь Иова Кондзелевича названа улица в Луцке.